# تورو سانو
تورو سانو (به انگلیسی: Toru Sano) بازیکن فوتبال اهل ژاپن و عضو تیم ملی فوتبال ژاپن است که در تاریخ ۲۷ ژانویه ۱۹۸۸ میلادی اولین بازی ملی‌اش را انجام داد. او در ۹ بازی ملی حضور داشت و آخرین بازی ملی خود را در تاریخ ۲۸ سپتامبر ۱۹۹۰ میلادی انجام داد. تورو سانو در بازی‌های ملی‌اش
گلی به ثمر نرساند.